# Louise Marie Thérèse
Pour les articles homonymes, voir Moret.
Louise Marie Thérèse ou encore sœur Louise Marie de Sainte-Thérèse dite aussi la « Mauresse de Moret » (née vers 1658, 1664, ou 1675, et morte en 1730) est une religieuse française bénédictine du prieuré Notre-Dame-des-Anges, situé à Moret-sur-Loing. 
Un grand mystère entoure ses origines et les motifs des nombreuses visites qu'elle reçut de la part de l'entourage royal sous Louis XIV. Trois hypothèses sont présentées : selon une première, qui est réfutée par l'historiographie en raison de ses incohérences, elle serait la fille illégitime de l'union de la reine Marie-Thérèse et d'un page noir de la cour ; selon la seconde, elle serait la fille illégitime issue d'une rencontre de Louis XIV et d'une femme noire ; selon la dernière, ce serait une jeune orpheline protégée par le couple royal. Si l'on exclut les sources littéraires, on ne connaissait pendant longtemps qu'un seul document d'archives à son propos (le brevet de pension de 1695). Désormais, vingt-sept documents d'archives la concernant sont en ligne, consultables par tous, notamment les importants documents des ambassadeurs étrangers en poste à Paris en 1664 et des Archives secrètes du Vatican. Ces nouvelles archives ont permis de monter la première exposition scientifique sur la Mauresse de Moret, qui a réuni les trois portraits d'elle conservés en France.

## Biographie

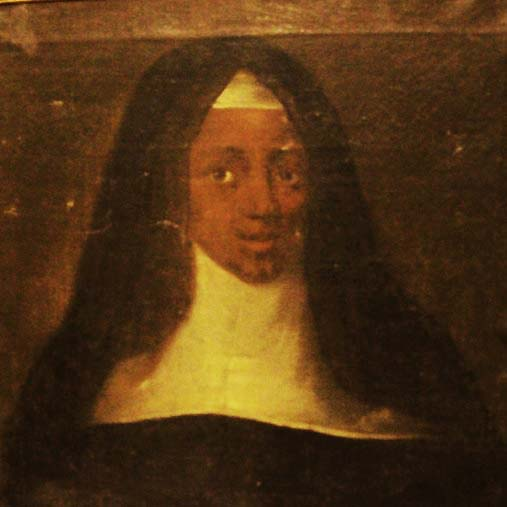
Portrait de sœur Louise-Marie de Sainte-Thérèse, retrouvé dans les combles du Musée de Melun en 2014 (détail). Auteur: Pierre Gobert (?) (ca 1700).

L'année de naissance est incertaine : 1658 ? 1664 ? ou 1675, ? 
Louise-Marie de Sainte-Thérèse vécut la majeure partie de sa vie au couvent des bénédictines de Moret-sur-Loing, à proximité du château de Fontainebleau où la cour de Louis XIV se rendait souvent, particulièrement en automne pour la chasse. On sait bien peu de choses de sa vie. « Mauresse, religieuse à Moret, fort énigmatique » écrivit Saint-Simon. Effectivement le caractère énigmatique de sa vie est frappant : on ne connait ni la date de sa naissance, ni ses parents, ni la date et les conditions de son entrée au couvent, ni les raisons qui ont poussé tant de personnes illustres à lui rendre visite, ni les motivations des égards royaux dont elle fut l'objet. 

La liste de ses visiteurs est longue et éclectique : Dangeau, Saint-Simon, la princesse palatine, Madame de Maintenon, Marie Adelaïde de Savoie en 1697, la reine Marie-Thérèse d’Autriche, Louis de France, le Grand Dauphin et ses enfants, les princes, lui ont rendu visite ; même Voltaire s'est rendu au couvent en 1716 avec le but exprès de la voir. La cour se déplace donc pour la voir et qui plus est, écrivit Saint-Simon : 

« ils l'ont vue avec bonté. »

Ce ne pouvait donc être une « curiosité » que l'on viendrait voir pour s'amuser. Pour épaissir ce mystère, selon certains auteurs comme Serge Aroles ou E. Sollier, la maison du roi lui versait une pension, et des sommes encore plus importantes étaient données au couvent,, alors que cet établissement religieux était « borgne », simple, pauvre et qu'aucune personne de sang noble ou même simplement connue n'y avait jamais résidé. Les sources biographiques sont maigres et éparses. Quelques archives, des versements de pensions royales, des actes notariés signés de sa propre main, et quelques tableaux la représentant, voilà toute sa trace dans l'histoire. Mme de Maintenon écrit qu'elle « prend le voile » le 30 septembre 1695, officialisant ainsi sa consécration religieuse et son entrée au monastère. Elle s'engage publiquement à vivre selon les règles monastiques, en l'occurrence celles de l'ordre de Saint-Benoît. Mais on ne sait pas si la cour a assisté à la cérémonie. Pour faire suite à cet événement, quelque temps après, le Roi ordonna qu'on lui versât une pension.
L'ultime trace écrite de la main de « Sœur Louise Marie de Sainte Thérèse » est une signature datée du 10 janvier 1730. Selon Saint-Simon, elle se serait éteinte en 1732, mais la date retenue fixe son décès à 1730.
Le mystère qui entoure les origines de Louise-Marie de Sainte-Thérèse a donné naissance à trois hypothèses, qui ont pour point commun de voir en elle « la fille du couple royal », sans que l'on sache s'il s'agit de la fille adultérine de la reine Marie-Thérèse, d'un enfant caché du roi Louis XIV avec une comédienne ou plus simplement d'une jeune femme baptisée et parrainée par le roi et la reine.

## Hypothèses sur son origine

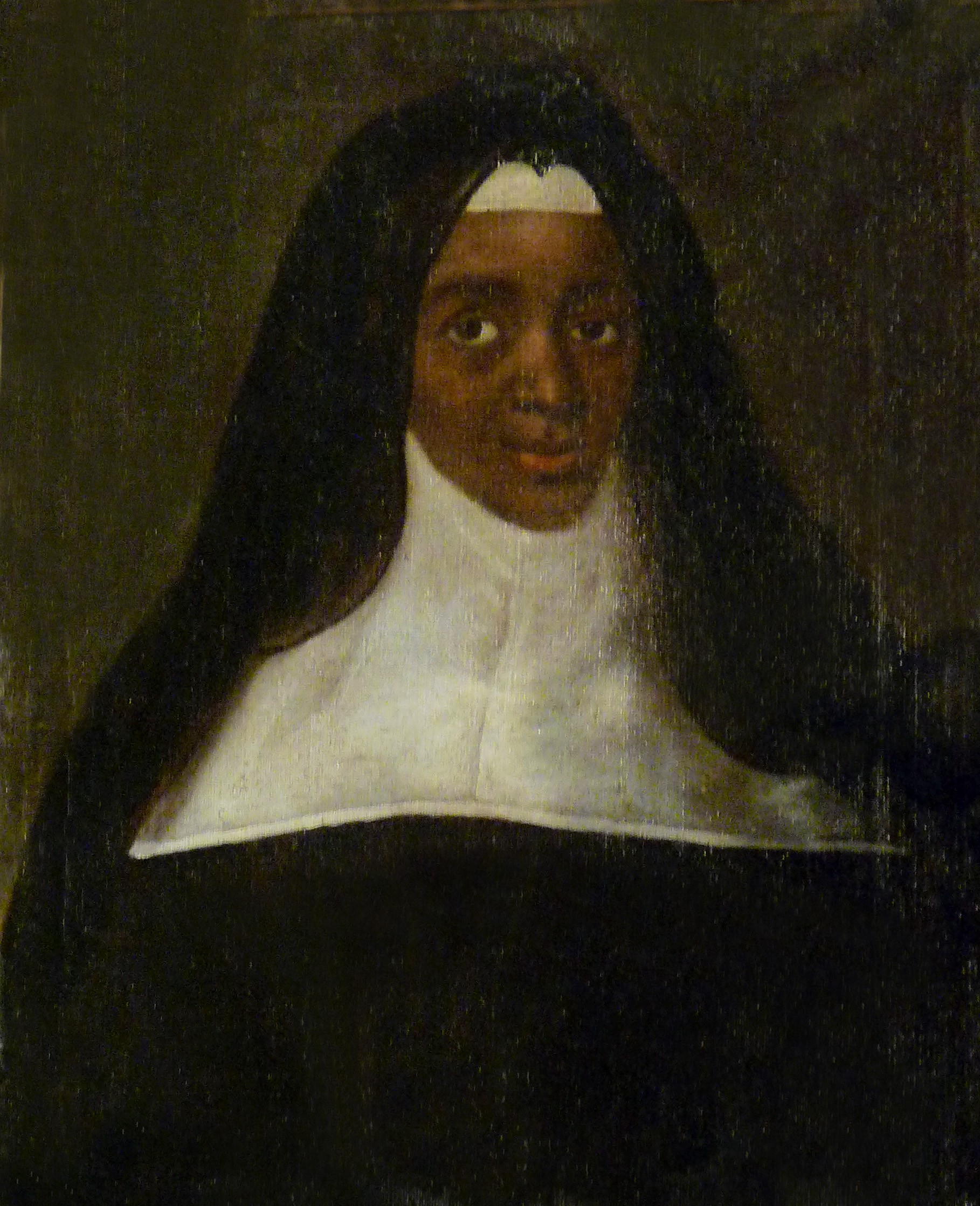
La Mauresse de Moret, école française, XVIIe siècle, Musée Charles-Friry, Remiremont.

L'affaire de la Mauresse de Moret, qui débuta comme rumeur, devint énigme puis anecdote, avant de se muer en sujet de littérature. Au XIXe siècle, de nombreux chroniqueurs, écrivains et romanciers s’emparèrent de l’histoire qui connut un regain de succès,,,,. Des récits, des romans et même une pièce de théâtre furent créés sans que ne soit menée la moindre recherche historique pour les étayer. Les hypothèses actuelles quant à son origine sont au nombre de trois. Toutes partagent un point commun : aucune d'entre elles ne présente des arguments irréfutables.
Même si l'existence de la Mauresse de Moret ne fait aucun doute, les raisons de sa notoriété restent mystérieuses. À une époque où la noblesse s'épie à la cour, où chaque courtisan guette les faveurs du monarque, on se sert du moindre bruit et les rumeurs alimentent les discussions. Or, l'absence même d'histoires à son sujet parait très surprenante dans ce contexte. À cela se rajoute le silence de certaines archives. Ainsi, on n'a pas retrouvé au couvent de Moret son acte de baptême ou de confirmation religieuse, ce qui est tout à fait anormal,, voire suspect, certains avançant même l'hypothèse que ces documents aient pu être volés ou dissimulés. Autre exemple : la bibliothèque Sainte-Geneviève détient un de ses portraits auquel est associé une pochette en papier portant l'inscription « Papiers concernants La Moresque Fille de Louis 14 » ; or le dossier est vide. On pourrait supposer que son contenu ait été dérobé avant la Révolution française car s'il avait été découvert en ces temps-là, il est très probable qu'il eût été exploité pour discréditer la monarchie.
Il se pourrait tout aussi bien que le silence des archives au sujet d'une personne attirant tant le regard des puissants soit le résultat d'un secret délibérément masqué. Sous Louis XIV, le secret était un outil à part entière de l'art de gouverner (voir l'ouvrage de Lucien Bély). Le Roi-Soleil savait parfaitement dissimuler ses opérations quand il estimait qu'elles n'avaient pas à être connues, et peu importe que celles-ci eussent trait à des affaires d'État, des traités, des pactes ou des moments plus intimes comme son fameux mariage avec Madame de Maintenon. Saint-Simon semble abonder en ce sens puisqu'il entame son paragraphe sur la mauresse par un « À propos de confiance du roi et de ses domestiques intimes... » avant de nous expliquer que c'est Alexandre Bontemps, le premier valet de chambre du roi, connu pour sa discrétion, qui l'aurait placée au couvent, probablement dès le printemps 1665.

### Une fille de Marie-Thérèse
Selon cette hypothèse la mauresse de Moret serait la fille de la reine Marie-Thérèse. Cette thèse a été la plus communément acceptée, en partie parce qu’elle fut largement reprise et travaillée par des écrivains du XIXe siècle, dont Victor Hugo, et qu'elle connut un véritable engouement. 
Selon cette idée, Marie-Anne de France et la Mauresse seraient une seule et même personne. Le 16 novembre 1664, au terme d'une grossesse difficile et un mois avant terme, Marie-Thérèse d'Autriche accoucha, en public et au Louvre, de son troisième enfant, une fille prénommée officiellement Marie-Anne de France. L'enfant fut déclarée officiellement morte le 26 décembre 1664, sa dépouille exposée publiquement dans la chapelle du Louvre, son cœur porté au Val-de-Grâce et son corps inhumé dans la basilique de Saint-Denis.
Mais, selon les défenseurs de cette hypothèse, l'enfant ne serait pas mort. À son enterrement, on aurait soit substitué un autre corps à celui de l'enfant, soit officié sur un cercueil vide. Il était devenu nécessaire de procéder à de telles manipulations de l'opinion pour dissimuler un fait troublant : l'enfant était noir. Le premier valet de chambre du roi, Alexandre Bontemps, aurait envoyé l'enfant au couvent des bénédictines de Notre-Dame-des-Anges, à Moret. Serge Bilé conforte cette conjecture en retraçant les pérégrinations du nouveau-né : dans le plus grand secret, l'enfant royal aurait été envoyé en province, d'abord près de Cahors, puis chez les chanoinesses de l'abbaye Notre-Dame de Meaux avant d'être placé à Moret.
Les médecins et l'entourage de la reine tentèrent d'étouffer les rumeurs qui couraient sur la couleur de sa peau, en justifiant celle-ci soit par la consommation excessive de chocolat à laquelle s'adonnait Marie-Thérèse, soit par le simple regard que la reine posa sur le nain Nabo, le page noir de la Cour. Selon Georges Touchard-Lafosse, le chirurgien Félix qui parla à Louis XIV de ce regard contaminateur se vit répondre par le roi « Un regard, hum ! il était donc bien pénétrant ! » (cette anecdote est présente dans la série Versailles). Pour avoir été prétendument amant de la reine Marie-Thérèse, le nain Nabo disparut de la cour et termina sa vie soit embastillé (Pierre Marie Dijol voyant en lui l'homme au masque de fer), soit assassiné.
Mais cette idée est aujourd'hui critiquée par plusieurs historiens estimant qu'elle relève davantage de la littérature que de travaux de recherche scientifique. Sa source primaire d'abord laisse à désirer. Cette « légende » trouverait son origine sous la plume de Mademoiselle de Montpensier, cousine germaine du roi, qui n'était pas présente à l'accouchement en 1664 mais qui avait entendu son oncle lui en parler. Dans ses mémoires (Bibliothèque nationale (Mss.) : Français 6698), Mademoiselle de Montpensier demande d'ailleurs l'indulgence à ses futurs lecteurs en les informant qu'elle ne prenait la plume qu'en 1677, soit treize ans après les faits et sans jamais avoir tenu de notes. Puis elle rapporte la naissance de l'enfant, la couleur de sa peau, sa difformité, et les moqueries dont la Reine fut l'objet. 
De récents travaux d'historiens ont pointé les autres incohérences de cette version,,: 
- L'accouchement de la Reine, et des reines en général, se faisait en public et était extrêmement suivi, même à l'étranger, puisque l'enfant à naître était, potentiellement, l'héritier de la couronne de France[22]. Il est difficile de croire qu'on ait pu escamoter cette naissance royale.
- Il est peu probable que l'enfant ait survécu. La mortalité infantile était très élevée à cette époque. Sur les six enfants que la reine mit au monde, cinq moururent en bas âge, dont trois qui ne vécurent que quelques mois. Qui plus est, l’enfant était prématuré et l’accouchement fut très difficile, au point qu’on crut que la reine allait en mourir[25]...
- Aucun ambassadeur étranger ne fit référence à la naissance d’un enfant noir. Or, il y avait parmi ces émissaires des représentants de nations ennemies de la France qui n’auraient eu aucune raison de masquer ce scandale, et certainement pas dans leurs lettres secrètes. Aucune archive étrangère — que ce soit celle d'Autriche, d'Espagne, de Grande-Bretagne, du Saint-Siège — ne mentionne que l'épouse de Louis XIV eût accouché d'une fille noire.
- Enfin, il est difficile d'imaginer que le nain en question puisse être son père car il s'agissait d'un enfant de 10 ou 11 ans.

Selon Serge Bilé, l'ascendance royale de la nonne aurait été occultée pour couper court aux rumeurs et scandale de l'adultère de la reine. Mais il est tout aussi possible que ce prétendu adultère fût en fait destiné à nier le fruit des relations sexuelles que Louis XIV aurait eues avec une servante ou une comédienne noire.

### Une fille cachée de Louis XIV
Louis XIV était un roi qui multipliait les conquêtes, depuis son plus jeune âge, sans distinction de rang (femmes qui n'étaient pas de la noblesse) ou de considération (femmes mariées). Il est possible qu'il ait eu un enfant noir d'une de ses amours secrètes. Si la reine était surveillée et son accouchement public, il n'en était pas de même du roi qui eut, à l'inverse, de nombreux enfants « bâtards », certains légitimés, d'autres non.
Les arguments avancés par les partisans de cette hypothèse sont les suivants : 
- Le roi lui verse une pension officielle, dûment mentionnée aux archives.
- Madame de Maintenon, qui avait la charge de gouvernante des enfants illégitimes du roi (et de nombreux autres enfants tels que les orphelins de guerre, les religieuses, etc.[26]) s'occupa sans doute de Louise Marie Thérèse.
- Voltaire parvint à lui rendre visite et écrivit dans Le Siècle de Louis XIV :

« On soupçonna, avec beaucoup de vraisemblance, une religieuse de l’abbaye de Moret d’être sa fille. Elle était extrêmement basanée, et d’ailleurs lui ressemblait. Le roi lui donna vingt mille écus de dot, en la plaçant dans ce couvent. L’opinion qu’elle avait de sa naissance lui donnait un orgueil dont ses supérieures se plaignirent. Mme de Maintenon, dans un voyage de Fontainebleau, alla au couvent de Moret ; et voulant inspirer plus de modestie à cette religieuse, elle fit ce qu’elle put pour lui ôter l’idée qui nourrissait sa fierté. "Madame, lui dit cette personne, la peine que prend une dame de votre élévation, de venir exprès ici me dire que je ne suis pas fille du roi, me persuade que je le suis." Le couvent de Moret se souvient encore de cette anecdote. »

- Selon l'historien Louis Hastier, on sait qu'il y avait à la cour, et ce au moins depuis Henri IV, des personnes de couleur. Selon cette hypothèse, la mère serait une comédienne. D'aucuns ont prétendu que Louis XIV se rendit une seule fois au couvent pour s'assurer de l'existence de sa fille illégitime[27].
- Dans les réserves de la bibliothèque Sainte-Geneviève (MS. 6375), le dossier Boinet 89 contient une chemise en papier, vide, associé à un portrait de la mauresse, qui porte la mention : « Papiers concernants la Moresque fille de Louis 14 »[28]. Une analyse poussée du filigrane de la chemise, qui porte une signature de papetier, une date de fabrication et un griffon couronné, ont montré que le matériau utilisé avait été fabriqué en 1742 par une famille renommée de papetiers d’Auvergne, les frères Cusson[10]. Ce type de papier était très rare à l'époque et ne se rencontrait pas dans les archives religieuses conservées en Seine-et-Marne. Or, on a retrouvé le même matériau au fonds des archives de l'archevêché de Sens, dans les liasses du couvent des bénédictines de Moret, qui plus est pour la même année 1742. Le dossier émanait donc du couvent même où la « mauresse » avait vécu toute son existence.

### Une enfant parrainée par le couple royal
Il faut regrouper sous ce titre les thèses de ceux qui ne pensent pas que Louise Marie Thérèse ait eu pour parent Louis XIV ou son épouse. Ainsi Louise Marie Thérèse a peut-être été :
- la sœur ou la demi-sœur d'une autre religieuse noire que Louis XIV protégeait avec plus de discrétion, et qui est restée inconnue jusqu'à nos jours : Dorothée, ursuline à Orléans[10];
- une jeune fille maure, peut-être orpheline, baptisée et parrainée par le Roi, la Reine ou Madame de Maintenon[14];
- la fille d'un jardinier de la cour, hypothèse soutenue par le duc de Luynes qui nota dans son journal, en décembre 1756, que La Roche, concierge de la Ménagerie, avait un couple de Maures qui avaient une petite fille et qu'embarrassé, le couple en parla à Madame de Maintenon qui la plaça dans le couvent de Moret, par charité, et en la recommandant vivement[23].

## Postérité
Du 15 juillet au 22 septembre 2019, une exposition au Musée Charles-de-Bruyères à Remiremont, « La Mauresse de Moret (vers 1658-1730), fille métisse cachée de Louis XIV ? », réunit les trois tableaux de sœur Marie Louise de Sainte Thérèse et d'autres documents en rapport avec elle, comme la pochette de papier comportant la mention manuscrite : Papiers concernants la Moresque fille de Louis 14.
Cette controverse historique aurait donné naissance à Moret-sur-Loing aux « Mauresses de Moret », des carrés fondants de chocolat noir et à la chocolaterie « La Mauresse » dans cette même ville,.